# Litoria infrafrenata
Litoria infrafrenata és una espècie de granota que viu al nord de Queensland, a Nova Guinea i a l'Arxipèlag de Bismarck.